# 토머스 J. 자비스
토마스 조던 자비스(Thomas Jordan Jarvis, 1836년 1월 18일 ~ 1915년 6월 17일)는 미국의 정치인이며, 제44대 노스캐롤라이나주 주지사, 제53대 미국 노스캐롤라이나 연방상원의원을 역임했다.

## 학력
- 랜돌프 마콩 대학

## 경력
- 1868.11 ~ 1872.11 제79·80·81대 미국 노스캐롤라이나 티렐 카운티 선거구 하원의원
- 1870.11 ~ 1872.11 노스캐롤라이나 하원의장
- 1877.01 ~ 1879.02 제3대 노스캐롤라이나 부지사
- 1879.02 ~ 1885.01 제44대 노스캐롤라이나 주지사
- 1885.07 ~ 1888.11 제16대 브라질 주재 미국 공사
- 1894.04 ~ 1895.01 제53대 노스캐롤라이나 연방상원의원

## 역대 선거 결과
| 선거명      | 직책명                                       | 대수 | 정당   | 득표율 | 득표수    | 결과 | 당락                       |
| ----------- | -------------------------------------------- | ---- | ------ | ------ | --------- | ---- | -------------------------- |
| 1868년 선거 | 하원의원 (노스캐롤라이나 티렐 카운티 선거구) | 79대 | 민주당 | 0%     | 표        | 1위  | 노스캐롤라이나 주의원 당선 |
| 1869년 선거 | 하원의원 (노스캐롤라이나 티렐 카운티 선거구) | 80대 | 민주당 | 0%     | 표        | 1위  | 노스캐롤라이나 주의원 당선 |
| 1870년 선거 | 하원의원 (노스캐롤라이나 티렐 카운티 선거구) | 81대 | 민주당 | 0%     | 표        | 1위  | 노스캐롤라이나 주의원 당선 |
| 1876년 선거 | 노스캐롤라이나 부지사                        | 3대  | 민주당 | 53.06% | 123,863표 | 1위  | 노스캐롤라이나 부지사 당선 |
| 1880년 선거 | 노스캐롤라이나 주지사                        | 44대 | 민주당 | 51.32% | 121,837표 | 1위  | 노스캐롤라이나 주지사 당선 |